# Universidade de Ciência e Tecnologia de Pyongyang
Universidade de Ciência e Tecnologia de Pyongyang é uma universidade privada norte-coreana. Construída na capital Pyongyang, surgiu de um projeto do professor Kim Chin-kyung em 2001 com o apoio do líder do país Kim Jong-il, o reitor da Universidade de Ciência e Tecnologia de Yanbian e a Prefeitura Autônoma de Yanbian.